# Rångedala
Rångedala település Svédországban, Västra Götaland megyében, Borås községben. 2010-ben 392 lakosa volt.